# Braheskolan (1636–1811)

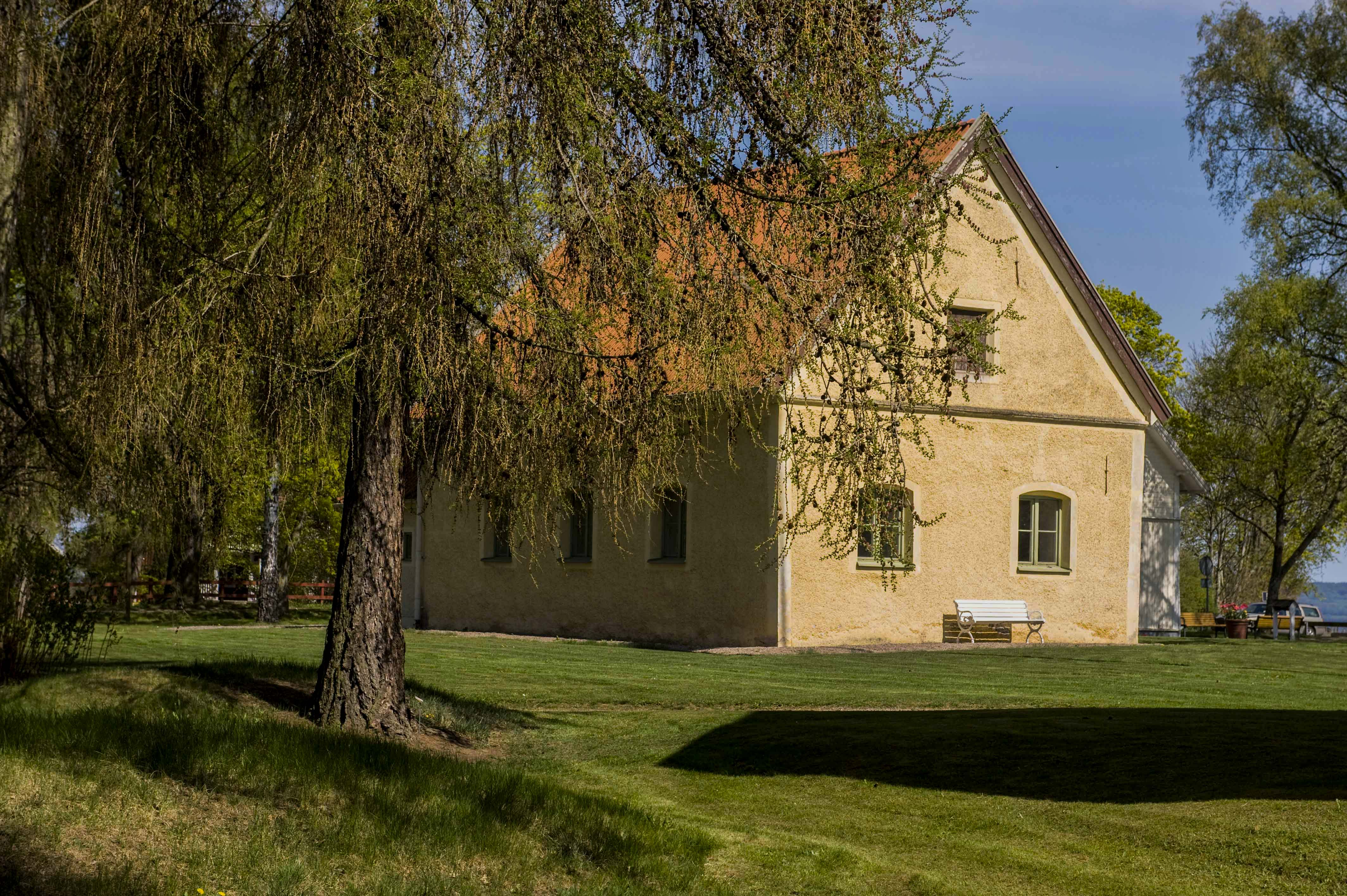
Den gamla Braheskolan

Braheskolan var en skola som greve Per Brahe den yngre den 1 maj 1636 upprättade på Visingsö inom sitt grevskap. Den avsåg att vara jämställd med en trivialskola av den typ som fanns i stiftsstäderna, alltså en som skulle förbereda för universitetsstudier. Brahe skänkte jord till skolan för att trygga dess framtid, tillhopa kom den att äga  48 1/3 hemman. 
År 1692 utvidgades skolan att omfatta även gymnasium och dess verksamhet fortsatte tills den genom ett kungl. beslut den 4 september 1811 drogs in och räntorna från dess skolgods anslogs till läroverket i Jönköping och skolan i Gränna. Det förnämliga biblioteket som grundats av Per Brahe överfördes sedermera till gymnasiet i Växjö. Trivialskolans verksamhet bedrevs i Kumlaby kyrka på ön, vars interiör förändrades för ändamålet, medan gymnasiet var förlagt till det forna tingshuset i Kumlaby.
Bland studenterna i Braheskolan fanns också Maria Jonae Palmgren och Ursula Agricola, som accepterades som elever 1644 och 1645 och alltså var Sveriges kanske första studenter av sitt kön.

## Lärare vid skolan

### Rektorer
| Verksam   | Namn                          | Levnadstid | Övrigt                                           |
| --------- | ----------------------------- | ---------- | ------------------------------------------------ |
| 1636–1648 | Svercherus Christierni        |            | Den förste rektorn vid skolan.                   |
| 1662–1670 | Aeschillus Svenonis Fabricius | 1625–1692  | Senare kyrkoherde i Stora Åby församling.        |
| 1671–1687 | Magnus Echman                 | 1630–1703  | Senare kyrkoherde i Västra Tollstads församling. |
| 1687–1697 | Johannes Andreae Algier       |            | Senare kyrkoherde i Frödinge församling.         |
| 1730–1735 | Israel Wisingh                | 1694–1743  | Senare kyrkoherde i Sjösås församling.           |
| 1739–1740 | Carl Schierlin                | 1700–1740  |                                                  |
| 1759–1766 | Arvid Abraham Ölander         | 1718–1781  | Senare kyrkoherde i Ölmstads församling.         |
| 1766–1787 | Eric N. Bergmark              | 1722–1787  |                                                  |
| 1790–1812 | Carl Petrin                   | 1746–1822  |                                                  |

### Teologie lektorer
| Verksam   | Namn             | Levnadstid | Övrigt                                                                                |
| --------- | ---------------- | ---------- | ------------------------------------------------------------------------------------- |
| 1692–1711 | Harald Almquist  | 1657–1711  | Även kyrkoherde i församlingen.                                                       |
| 1713–1715 | Haquinus Wisingh | 1664–1715  | Även kyrkoherde i församlingen.                                                       |
| 1717–1723 | Benedictus Höök  | 1677–1723  | Även kyrkoherde i församlingen.                                                       |
| 1725–1736 | Joseph Lindahl   | 1725–1736  | Även kyrkoherde i församlingen. Senare kyrkoherde i Gränna församling. Kontraktsprost |
| 1736–1749 | Carl Lallerman   | 1705–1772  | Även kyrkoherde i församlingen. Senare kyrkoherde i Markaryds församling.             |
| 1749–1768 | Anders Unge      |            | Även kyrkoherde i församlingen. Senare kyrkoherde i Korsberga församling. Häradsprost |
| 1769–1816 | Johan Almqvist   | 1731–1816  | Även kyrkoherde i församlingen. Häradsprost                                           |

### Kolleger
| Verksam   | Namn               | Levnadstid | Övrigt                        |
| --------- | ------------------ | ---------- | ----------------------------- |
| 1747–1757 | Magnus Hultander   | 1714–1757  | Var även organist.            |
| 1757–1776 | Sven Rungren       | 1725–1776  |                               |
| 1778–1795 | Haquin J. Mollerus | 1719–1795  |                               |
| 1804–1812 | Johan Malmsten     | 1767–1851  | Var även kantor och organist. |

### Filosofie lektorer
| Verksam   | Namn                  | Levnadstid | Övrigt |
| --------- | --------------------- | ---------- | ------ |
| 1764–1801 | Sven Peter Liljenroth | 1722–1801  |        |
| 1801–1812 | Pehr Isac Liljenroth  | 1768–1836  |        |